# 開皇之治

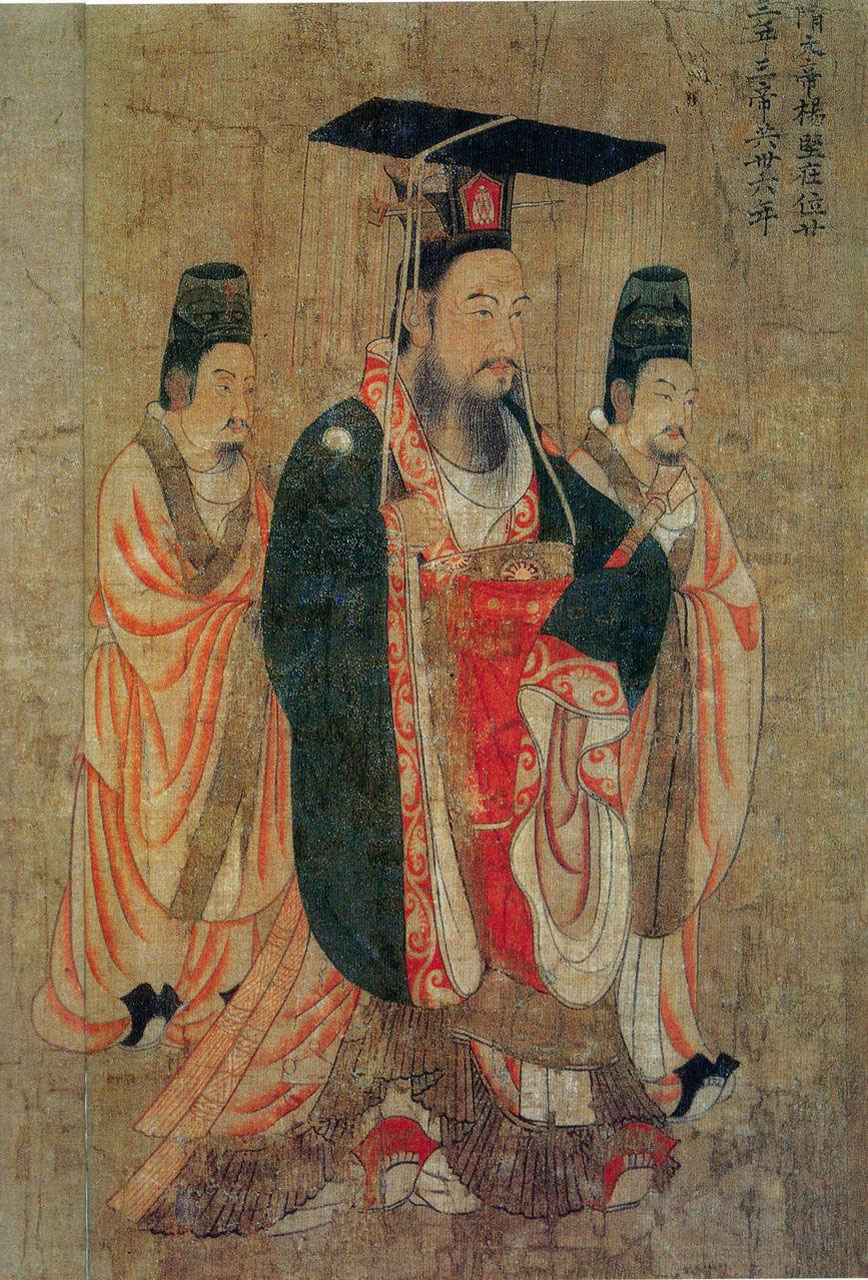
隋文帝楊堅

開皇之治是中國隋朝隋文帝楊堅在位二十多年時間開創的治世，當時社會民生富庶、人民安居樂業、政治安定。

## 開皇之治

### 吏制改革
１、中央：三省六部制
隋文帝代周之后，废除了北周的六官，综合汉魏官制，在中央设：
- 三師：
- 三公：
- 五省：
  - 内史
  - 门下
  - 尚书：吏部、礼部、工部、兵部、都官（后改为刑部）、度支（后改为户部）
  - 秘书
  - 内侍
  - 二台：御史、都水
  - 九寺：太常、光禄、卫尉、宗正、太仆、大理、鸿胪、司农、太府
  - 两监：國子、将作

三师、三公，品位崇尊，却并不主事，三省中的内史、门下、尚书及六部，处理全国军政大事，这就是三省六部制。
三省的长官：内史省之内史令二人，门下省之纳言二人，尚书省之尚书令一人、左、右仆射各一人，均执宰相之职。内史省起草诏令，为决策机构，门下省职掌封驳，为审议机构，尚书省是行政机关，“事无不总”，重在执行，下辖六部处理日常政务。
六部长官为尚书。
２、地方：州县制
在地方吏治上，隋文帝撤销了郡一级建制，改州、郡、县三级制为州、县两级制，并合并了一些州县，裁减冗员，消除了过去权力层叠、机构过多的弊端，改善了吏治，节省了开支。
地方官员的任命也作了改革：九品以上的地方官员均由吏部任免，每年进行考核。州县佐吏三年必须更换，不得连任，不许用当地人，必须用外地人，从而防止了地方豪强地主垄断政权，加强了中央对地方的控制。

### 3、实行科举制度

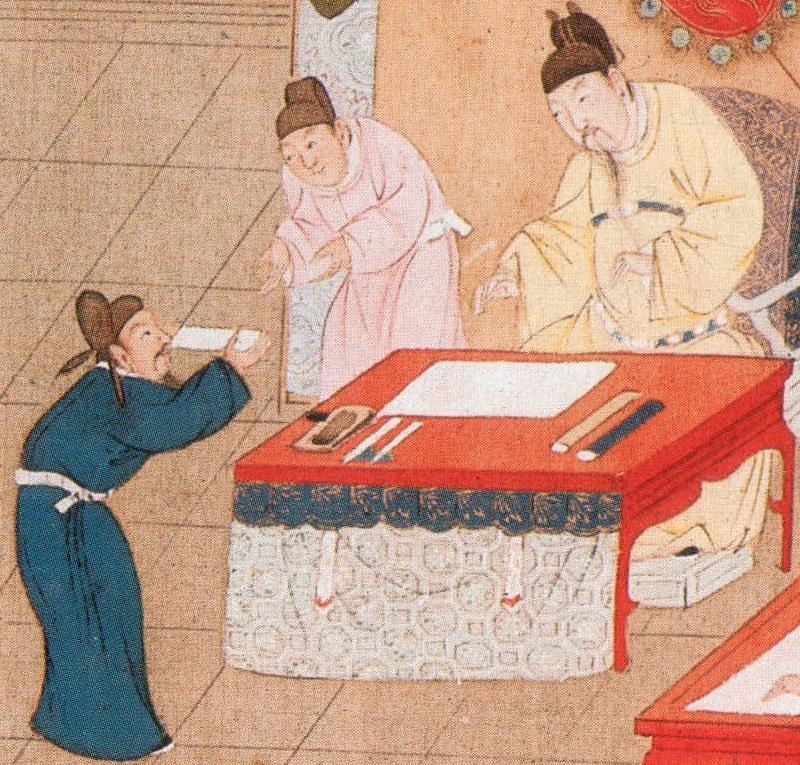
明朝绘画：科举考试中的皇帝

隋文帝即位后，废除了以前选官用的九品中正制，选官不问门第。规定各州每年向中央选送三人，参加秀才、明经等科的考试，合格者录用为官。隋炀帝时，又创立了进士等科。这是科举制度的开始。“科举”即分科举士之意。
科举制度顺应了历代庶族地主在政治上得到应有的地位的要求，缓和了他们和朝延的矛盾，使他们忠心拥戴中央，有利于选拔人才，增强政治效率，对封建专制中央集权的巩固起了积极的作用。

### 改革府兵制度
开皇十年（590年），隋文帝对原西魏、北周的兵制——府兵制做了重大改革。府兵是当时的职业军人，兵士都由军府统领，并不列入各州县户籍，其家属也随营居住，居不定所。改革后，军人除仍保留原有军籍、隶属军府外，同时与其家属一起编入各州民户，可以按均田令分得土地，平时从事生产；并按规定轮番到京城宿卫，或执行其它任务。

### 编制《律》
北周时的律法有时鬆，有时严，不好掌握，导致刑罚混乱。隋文帝即位后，于开皇元年（581年）命高熲等人在北齐北周旧律的基础上更定法律，在开皇三年（583年）又让苏威等人加以修订。这就是《开皇律》。《开皇律》分十二卷，500条，刑罚分为:死刑、流刑、徒刑、杖刑、笞刑五种二十等。废除了鞭刑、枭首、裂刑等酷刑，简化了律文，是唐代及其以后各代法典的基础。

### 實行均田制
人人皆有田地耕種，男丁100畝，女子40畝。其中男子會獲得20畝永業田和80畝露田。死后要歸還八成的土地，兩成留給家人。

### 与唐初人口比较
隋文帝楊堅提倡節儉，節省政府內不少開支、廢除了不必要的雜稅並設置穀倉儲存食糧。
隋文帝开皇元年(581年)户口三百五十九万九千户，到隋煬帝大業五年(609年)，有戶八百九十萬七千五百三十六，有口四千六百零一萬九千九百五十六。唐太宗贞观十一年(637年)，當時隋王朝已灭亡20年，监察御史马周对唐太宗说：“隋家储洛口，而李密因之；西京府库，亦为国家之用，至今未尽。”唐高祖武德五年(622年)戶口二百一十九萬，唐太宗贞观十三年(639年)有户三百零四万，到唐高宗永徽三年（652年），戶口才有三百八十萬，還不到隋朝極盛時的二分之一。由此可见的隋朝的富庶与强盛。
值得注意的是，历史上所有改朝换代的人口降率（一般在70%左右）及随后的增长率都相当不准确。
《剑桥中国隋唐史》指出唐初隋朝的国库和仓储本来几乎空无所有，后来由于唐高祖喜欢大赏他的支持者而弄得更加空虚。唐高祖入西京长安后，要赏赐义师，府库一点都拿不出东西，遂按照刘世龙的建议靠砍伐长安城中六坊和苑中的树木为柴，用来换取几十万匹布帛才足够。而唐初也规定粮食储存年份必须“粟藏九年，米藏五年，下湿之地，粟藏五年，米藏三年，皆著于令”。